# 아니타

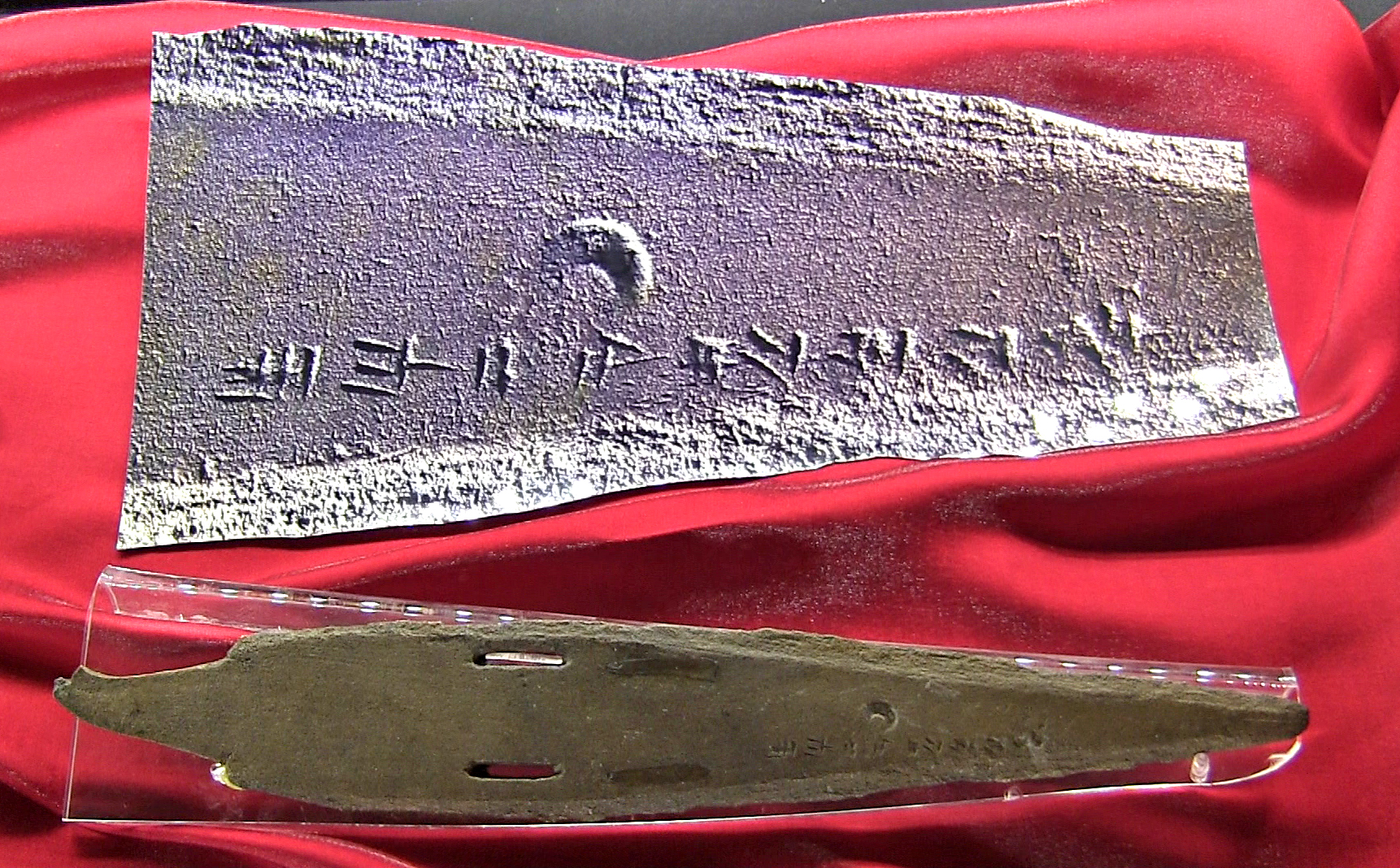

아니타는 피타나의 아들로 쿠사라의 왕이었다. 그는 히타이트어로 자료를 만든 최초의 알려진 지배자였다.
아니타는 기원전 18세기 중반에 제위하였고 히타이트어(인도 유럽어)로 된 아니타 문헌의 알려진 최초의 저자이다. 이 문헌은 아마도 하투실리 1세에 의한 카네쉬의 아니타 비문의 설형문자 기록으로 보인다.
아니타 문헌은 아니타의 아버지 피타나가 네사(카네쉬, 퀼테페)를 점령하였음을 나타내는데 네샤는 쿠사라 왕국내의 중요한 도시가 되었다. 그 자신의 치세에 아니타는 하티왕 피유스티를 격파하고난 뒤, 그 수도이자 미래 히타이트 수도인 하투사를 정복하였다. 그는 도시를 파괴하고 크레스(겨자과의 야채)를 갈았다. 그리고 그곳를 저주하였다.
아니타의 이름은 그의 아버지 피타나의 이름과 함께 퀼테페에서 발견된 단도 위의 명문뿐만 아니라 후의 히타이트 전통 문헌에도 나타난다.
| 전임 피타나 | 제2대 쿠사라 왕 기원전 18세기 중반 | 후임 투드 할리야 |